# Caméra subjective

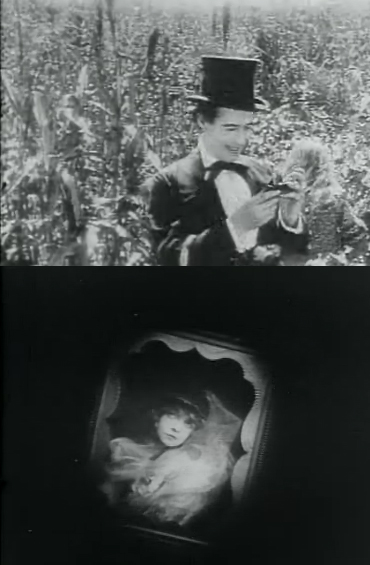
Exemple de l’utilisation d’une caméra subjective dans le film Birth of a Notion. Un personnage regarde un tableau et dans un second plan, le tableau regarde le personnage

La caméra subjective est au cinéma et en audiovisuel un type de prise de vues où l'on propose au public d’adopter (généralement le temps d’un ou de quelques plans) le regard d'un des personnages de l’action, obtenant ainsi des plans subjectifs.
On parle aussi de caméra subjective à propos de plans qui traduisent l'état physique ou mental d'un personnage d'une scène et ne représentent pas ce qu'il voit, mais le fruit de son imagination.

## Invention du procédé
Le procédé est inventé en 1900 par un cinéaste britannique qui a également utilisé pour la première fois au cinéma le gros plan. George Albert Smith veut montrer dans La Loupe de grand-maman (Grandma's Reading Glass), également intitulé Les Lunettes de lecture de mamie, ce que voit un jeune garçon qui emprunte la loupe de vision de sa grand-mère pour mieux voir le mécanisme d'une montre, un oiseau dans sa cage, le chaton de son aïeule, etc. « Outre le plan, le découpage, le montage, le plan maître, et le gros plan, le panier de la grand-mère des Lunettes de lecture de Mamie recèle un autre trésor, le plan subjectif, un plan où la caméra remplace le regard d’un personnage et montre ce qu’il voit, ce qui fait d’elle une caméra subjective. Le spectateur, par la grâce de cette caméra subjective, emprunte ainsi le regard du personnage et s’identifie provisoirement à lui.
Dans le film fondateur de George Albert Smith, les plans où le jeune garçon observe à travers la loupe sont tous des plans subjectifs ».

## Caméra objective et caméra subjective
Dans l’analyse sémiologique des arts graphiques, et dans le cas des films, sont distinguées les vues dites en caméra objective, des vues dites en caméra subjective ou plans subjectifs.
Cette distinction est plus rarement faite en photographie et sur d'autres critères qu'au cinéma.

### Caméra objective
Dans la très grande majorité des cas, les plans sont filmés en caméra objective. La position de l’appareil de prise de vues par rapport au sujet filmé, c’est-à-dire l’axe de l’objectif (de face, de côté, de ¾, au niveau ou en plongée, ou en contre-plongée) et son cadrage (plan plus ou moins large ou plan plus ou moins « serré »), ne renvoient pas au regard de l’un ou l'autre des personnages de l’action. Le point de vue est anonyme, les images représentent dans leur variété le regard d’un narrateur omniscient, qui est en fait celui du réalisateur puisque c’est son rôle de déterminer « un rétrécissement du champ de vision par l’objectif qui devient l’œil de la caméra qui fonctionne alors comme un entonnoir. Mais à la différence de l’œil, la caméra ne voit que ce que l’on veut bien lui montrer, c’est-à-dire ce qui est dans son champ optique. » Le spectateur n’a pourtant pas conscience de ce phénomène de choix qui préside au tournage. En adoptant le point de vue qui lui est présenté, il se positionne dans l’espace diégétique à la meilleure place — selon le choix imposé par le réalisateur — pour jouir de l’action du film. « Le morcellement des plans n'a d'autre but que d'analyser l'événement selon la logique matérielle ou dramatique de la scène... L'esprit du spectateur épouse naturellement les points de vue que lui propose le metteur en scène parce qu'ils sont justifiés par la géographie de l'action ou le déplacement de l'intérêt dramatique. »
Cette acceptation de principe du spectateur a été historiquement une construction mentale de la société par rapport à la nouveauté de l’image filmée. Elle n’a pas été donnée, mais acquise petit à petit par le public. Jusqu’en 1900, « un cadrage trop serré sur une personne, coupant les jambes, ou le bassin, ou la poitrine, ou le visage, était considéré comme monstrueux, offrant presque de façon indécente l’étal d’un boucher. Les personnages d’un film ne pouvaient pas devenir des estropiés, des manchots ou des culs de jatte! Il était en plus interdit de s’approcher de leur intimité, sauf dans le but avoué de créer une scène ridicule. Ainsi, l’un des tout premiers bobineaux produits par Edison montre Fred Ott, « la première star du cinéma », filmé à mi-corps, mais dans une situation risible, son violent éternuement. » Très rapidement, notamment sous l’influence des réalisateurs britanniques de l’École de Brighton, puis celle du réalisateur américain D. W. Griffith, le public a consenti au découpage arbitraire de l’espace filmé qu'on lui proposait, puisque celui-ci lui permettait de mieux percevoir les décors dans lesquels se mouvaient ces personnages, mais aussi les expressions du corps et des visages dans les gros plans des vedettes qu’il adulait. « Nous interprétons sans aucun effort ces images juxtaposées, ce langage. Mais ce rapport très simple auquel nous ne prêtons plus aucune attention, ce rapport automatique, réflexe, qui fait partie de notre système de perception comme une sorte de sens supplémentaire, a constitué […] une révolution discrète mais réelle. »

### Caméra subjective
En caméra subjective, le réalisateur propose au public d’adopter (généralement le temps d’un ou de quelques plans) le regard d'un des personnages de l’action. Elle est très souvent effectuée la caméra à l'épaule, ou avec un steadicam, afin d'obtenir des déplacements (travellings) qui correspondent à ceux du personnage et à ce qu'il voit en se déplaçant.
C’est une adoption qui est perçue par le public comme « une indiscrétion, une charge prédatrice, une connotation de violence qui vient du voyeurisme lui-même. S’ils ne sont pas nécessairement construits sur un principe de morcellement des personnages, ils sont par essence inquiétants puisqu’ils interpellent le spectateur et le forcent à emprunter le regard de la caméra, c’est-à-dire le regard d’un des personnages, qui peut devenir terrifiant quand il impose au spectateur sa vision du monde lorsqu’elle est celle d’un agresseur ou d’un agressé, d’un prédateur ou d’une proie… Sa mission diabolique d’identification forcée du spectateur est son unique raison d’exister. C’est un viol par le regard. »

## Utilisation dans les films
Le procédé du plan subjectif est généralement utilisé de manière ponctuelle dans un film, pour appuyer l'effet. Par exemple, le commandant du sous-marin regarde à travers son périscope, l'image sera donc « habillée » avec des repères de visée, comme si le spectateur regardait lui-même à travers le périscope ; un protagoniste se cache derrière un buisson pour épier une scène, l'image aura donc au premier plan des feuilles et branches qui gêneront la vue de la scène. L'effet est d'autant plus appuyé que la caméra aura été tenue à l'épaule et subira les mouvements, faiblement mais effectivement perceptibles, du cameraman, rendant plus crédible le point de vue humain. Un exemple notable est l'adaptation de 1931 du récit de Stevenson, Docteur Jekyll et M. Hyde, réalisée par Rouben Mamoulian, qui commence en caméra subjective, et dans laquelle la physionomie du docteur Jekyll n'est dévoilée, au début du film, que lorsque celui-ci se regarde dans un miroir.
Le procédé peut aller jusqu'à être employé comme exercice de style sur la durée complète du film. Le premier film entièrement tourné en caméra subjective est La Dame du lac (Lady in the Lake, 1947) de Robert Montgomery adapté d'un roman noir de Raymond Chandler. L'idée était de faire du spectateur le détective privé progressant dans son enquête. Plus récemment, La Femme défendue de Philippe Harel (1997), utilise aussi le procédé de façon permanente. Son usage consiste à plonger le spectateur dans l'intimité d'un couple. Dans la peau de John Malkovich de Spike Jonze (1999) y a également recours ponctuellement, à des fins plus comiques.
Enfin, il peut être utilisé sans référence explicite à un des protagonistes, mais pour accentuer la tension, comme la représentation théâtrale filmée depuis la salle dans Opening Night de John Cassavetes (1978), ou l'une des soirées entre amis de Comment je me suis disputé… (ma vie sexuelle) d'Arnaud Desplechin (1996). Dans ce cas, c'est directement le spectateur que le réalisateur met en scène, ou en jeu.
Le film Doom d'Andrzej Bartkowiak (2005) est une adaptation d'un jeu vidéo lui-même en vue subjective. Pour coller au mieux au jeu, le réalisateur a choisi de placer sa caméra à certains moments du film dans les yeux de ses acteurs pour donner l'impression de jouer.
On retrouve également ce procédé dans des films français comme Le Scaphandre et le Papillon (2006), pour se mettre à la place d'un tétraplégique, ou dans La Chambre Des Officiers de François Dupeyron (2011), pour se mettre dans la peau d'un blessé de guerre qui a perdu l'usage de ses bras et ses jambes à la suite de l'explosion d'un obus ennemi.
Au début des années 2000, un nouveau genre cinématographique utilisant la caméra subjective est apparu à la suite du succès du Projet Blair Witch (1999), popularisé ensuite par des films comme Cloverfield (2007), REC (2008) et Paranormal Activity (2009).
Nommé Found footage (littéralement « enregistrement trouvé »), il consiste à présenter une partie ou la totalité d'un film comme étant un enregistrement vidéo authentique, la plupart du temps filmé par les protagonistes de l'histoire. Ce genre se caractérise par ses images prises sur le vif et par sa caméra faisant intégralement partie de l'action.

## Liste de films utilisant la caméra subjective

### Films intégralement tournés en caméra subjective (horsfound footage)
- 1947 : La Dame du lac (Lady in the Lake) de Robert Montgomery
- 1978 : Le Dossier 51 de Michel Deville
- 1997 : La Femme défendue de Philippe Harel
- 2012 : Maniac de Franck Khalfoun
- 2016 : Hardcore Henry de Ilya Naishuller
- 2017 : La fureur de voir de Manuel von Stürler

### Films comportant quelques plans en caméra subjective
- 1927 : Napoléon de Abel Gance
- 1929 : La Reine Kelly (Queen Kelly) de Erich von Stroheim
- 1931 : Docteur Jekyll et M. Hyde de Rouben Mamoulian
- 1941 : Citizen Kane de Orson Welles
- 1942 : L'assassin habite au 21 de Henri-Georges Clouzot
- 1947 : Les Passagers de la nuit (Dark passage) de Delmer Daves
- 1947 : Le Chanteur inconnu d'André Cayatte
- 1960 : Le voyeur (Peeping Tom) de Michael Powell
- 1971 : La Baie sanglante (Reazione a catena) de Mario Bava
- 1975 : Les Frissons de l'angoisse (Profondo rosso) de Dario Argento
- 1976 : Le Message (Mohammad, Messenger of God) de Moustapha Akkad
- 1978 : La Nuit des masques (John Carpenter's Halloween) de John Carpenter
- 1981 : Evil Dead (The Evil Dead) de Sam Raimi
- 1983 : Massacre au camp d'été (Sleepaway Camp) de Robert Hiltzik
- 1987 : Sur le globe d’argent (Na srebrnym globie) de Andrzej Żuławski
- 1995 : Strange Days de Kathryn Bigelow
- 1998 : Snake Eyes de Brian De Palma
- 1999 : Dans la peau de John Malkovich (Being John Malkovich) de Spike Jonze
- 1999 : Tout sur ma mère (Todo sobre mi madre) de Pedro Almodóvar
- 2001 : La Chambre des officiers de François Dupeyron
- 2002 : L'Arche russe (Russian Ark) de Alexandre Sokourov
- 2005 : Doom de Andrzej Bartkowiak
- 2006 : Le Scaphandre et le Papillon de Julian Schnabel
- 2006 : Hyper Tension (Crank) de Mark Neveldine et Brian Taylor
- 2009 : Enter the Void de Gaspar Noé
- 2010 : Le Dernier Exorcisme (The Last Exorcism) de Daniel Stamm
- 2010 : Kick-Ass de Matthew Vaughn
- 2013 : Gravity de Alfonso Cuarón

### Films tournés dans le style Found footage

#### Courts métrages
- 1994 : Capitaine X de Jan Kounen
- 2014 : Gumshoe de Matt Steinauer

#### Longs métrages
- 2008 : Cloverfield de Matt Reeves
- 2012 : Chronicle de Josh Trank
- 2012 : Projet X
- 2014 : Earth to Echo
- 2015 : Projet Almanac
- 2017 : Kill Switch

### Clips vidéo
- 1997 : Smack My Bitch Up de Prodigy
- 2009 : Luv Deluxe de Cinnamon Chasers
- 2009 : Fuck You de Lily Allen
- 2010 : Dangerous de James Blunt
- 2012 : Time of your Life de Kid Ink
- 2014 : Bad Motherfucker de Biting Elbows
- 2016 : False Alarm de The Weeknd

## Utilisation en vidéo: le POV
Sous le nom de POV shot (pour Point of view shot), la caméra subjective est une technique de mise en scène vidéographique. L'action est filmée du point de vue du héros, comme vue par ses yeux.
Elle est en particulier utilisée dans certains films sportifs (la caméra est fixée sur la tête ou le corps du sportif).
On la retrouve également dans des films pornographiques (Point of View Pornography ou pornographie gonzo).

## Utilisation dans les jeux vidéo
Le principe de caméra subjective est aussi utilisé dans les jeux vidéo. L'objectif de ce mode de visualisation est l'immersion du joueur dans l'action que le personnage est en train d'effectuer. On parle souvent de jeu « à la première personne » (first person), les jeux en vision objective étant qualifiés de jeux « à la troisième personne » (third person)[réf. souhaitée].
Un grand nombre de jeux d'action ou jeux d'aventure (appelés jeux de rôle) sont fondés sur ce principe.

## Utilisation du concept en photographie
En photographie, on peut distinguer les photographies effectuées avec un trépied (et celles où le photographe est fixe et immobile) de celles où le photographe est mobile, impliqué, et colle au sujet, physiquement par l'emploi d'un grand angle et psychologiquement pour l'enregistrement d'un regard.
Ce sont deux approches radicalement différente de la photographie : celle d'Henri Cartier-Bresson et celle de William Klein.